# Fredede fortidsminder i Frederiksberg Kommune
Der er ingen fredede fortidsminder i Frederiksberg Kommune.